# LPDDR3
La LPDDR3 est un format de mémoire pour périphérique basse consommation, évolution des normes LPDDR et LPDDR2, dont le standard a été publié en mai 2012 par le JEDEC sous la dénomination « JESD209-3 Low Power Memory Device Standard »,,. La LPDDR3 offre un débit de donnée plus important que LPDDR2, ainsi qu'une plus grande largeur de bande, une plus grande efficacité énergétique et une plus grande densité de la mémoire. La LPDDR3 atteint un débit de données de 1600 MT/s et utilise des nouvelles technologies importantes : write-leveling et command/address training, la terminaison sur circuit (en anglais, on-die termination, ODT), et des entrées sorties à faible capacité (dans le sens électronique du terme). La LPDDR3 supporte à la fois les types package-on-package (PoP) et discrete packaging.
L'encodage des commandes est identique à celui de la LPDDR2, et utilise donc un bus CA à débit de données double sur 10 bits. Malgré cela, le standard ne spécifie que de la DRAM préchargée 8n, et n'inclut pas les commandes de la mémoire flash.
La LPDDR3 est arrivée dans les produits du commerce en 2013, les premiers produits à l'utiliser incluaient alors le Macbook Air 2013, le Nexus 10, le Xiaomi Mi 3 et le Samsung Galaxy S4 (GT-I9500). Elle fonctionne à une fréquence de 800 MHz DDR (1600 MT/s), et offrant une largeur de bande comparable à la SO-DIMM (mémoire pour ordinateurs portables) PC3-12800 de 2011 (12,8 Go/s de largeur de bande). Pour atteindre réellement ces débits, les contrôleurs de  mémoire doivent être capable de gérer le double canal. C'est le cas par exemple de l'Exynos 5 Octa.
Samsung Electronics introduit le premier module LPDDR3 de 4 Go en 20 nm, capable de transmettre les données jusqu'à 2133 Mbit/s par broche. Les SoCs de différents fabricants supportent également nativement la RAM LPDDR3 à 800 MHz. Cela inclut notamment les Snapdragon 600 et 800 de Qualcomm, ainsi que quelques SoCs Exynos de Samsung , certains SoC AllWinner et la 6e Genération Intel Core M.